# Грегорі ван дер Віл
Грегорі ван дер Віл (нід. Gregory van der Wiel, IPA: ˈgrɛgɔri vɑn dɛr ˈʋil; нар. 3 лютого 1988, Амстердам) — нідерландський футболіст, захисник італійського клубу «Кальярі» та національної збірної Нідерландів.

## Досягнення

### Командні

#### «Аякс»
Чемпіон Нідерландів (2)2010-11, 2011-12
Володар Кубка Нідерландів (2)2006-07, 2009-10
Володар Суперкубка Нідерландів (2)2006, 2007

#### «Парі-Сен-Жермен»
Чемпіон Франції (4)2012-13, 2013-14, 2014-15, 2015-16
Володар Кубка Франції (2)2014-15, 2015-16
Володар Кубка французької ліги (3)2013-14, 2014-15, 2015-16
Володар Суперкубка Франції (3)2013, 2014, 2015

#### «Торонто»
Чемпіон Канади (1)2018

#### Нідерланди
- Віце-чемпіон світу: 2010

### Індивідуальні
- Молодий гравець року Нідерландів: 2010
- Талант року «Аякса»: 2009

## Особисте життя
У 2011 році Грегорі познайомився зі своєю дівчиною - Роуз Бертрам через спільних друзів. З тих пір і тривають їхні відносини. Через деякий час Дер Віл покликав дівчину до себе у Париж і вона погодилась. Коли у 2016 році футболіст змінив клуб,то Роуз поїхала з ним. Зараз вони проживають у Стамбулі. Улюбленим місцем відпочинку пари залишається місто Дубаї.